# Danny Ward (futbolista galés)
Daniel Ward (Wrexham, Gales, Reino Unido, 22 de junio de 1993) es un futbolista galés que juega de guardameta en el Wrexham A. F. C. del EFL Championship.

## Trayectoria

### Wrexham
Se formó en la academia del Wrexham. En la temporada 2010-11 se fue a préstamo a Tamworth de la Conference Premier, jugando un encuentro el 12 de marzo de 2011 en la derrota por 3.2 ante Hayes & Yeading United. Regreso al Wrexham para la temporada 2011-12.

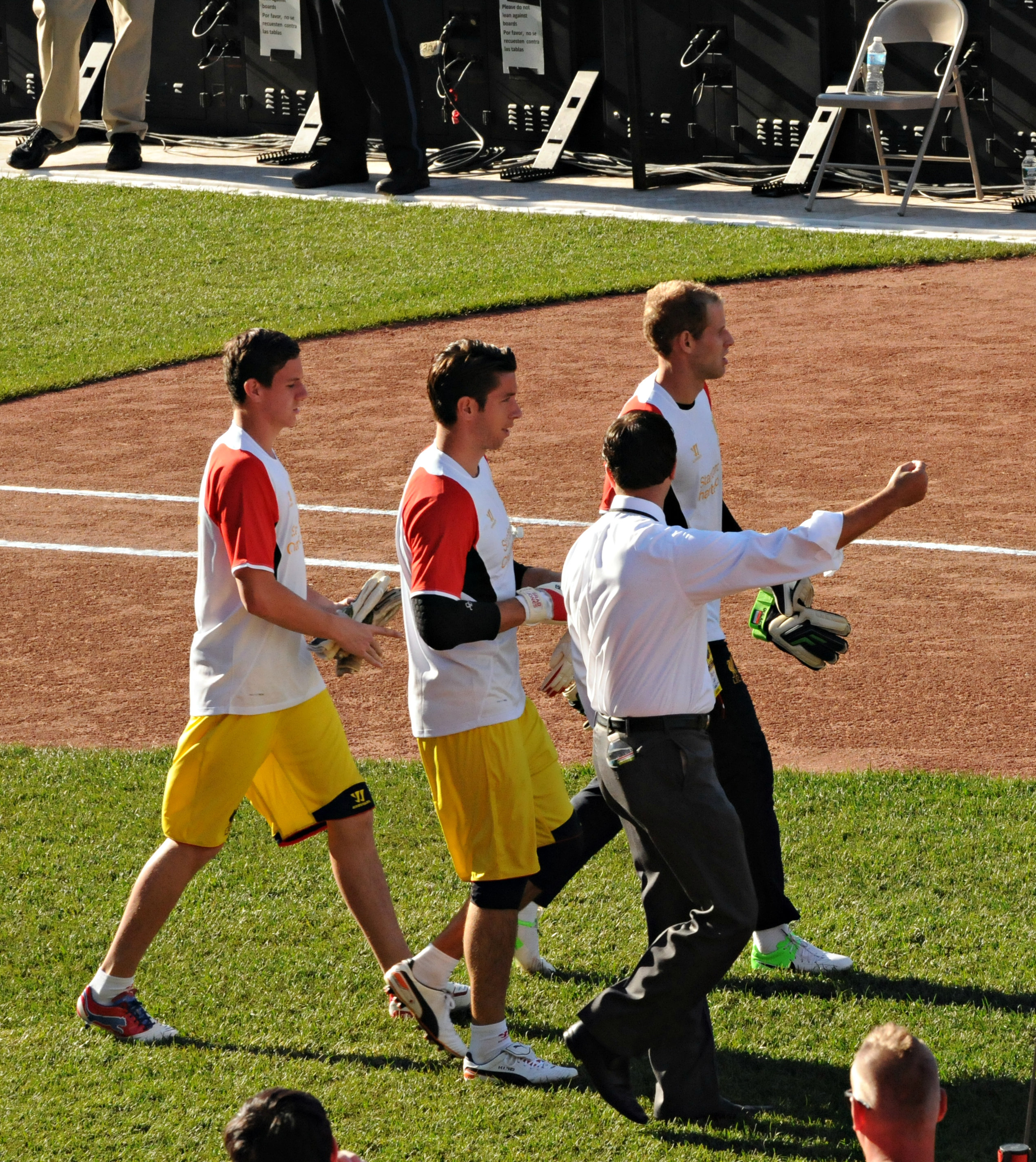
Ward en 2012.

### Liverpool
El 30 de enero de 2012 el Liverpool anunció su fichaje por £100,000.
En marzo de 2015 se fue a préstamo al Morecambe de la League Two por un mes. El 21 de marzo de 2015 debutó por la Football League de visita ante Carlisle United.
El 23 de junio de 2015, Ward firmó un nuevo contrato por cinco años con el Liverpool. Unos días después se fue a préstamo al Aberdeen de la Scottish Premiership. Debutó con el Aberdeen el 2 de julio de 2015, contra FK Shkëndija en la ronda clasificatoria para la Liga Europea de la UEFA. Luego del encuentro, Aberdeen informó a la UEFA que Ward fue expuesto a punteros láser.
El 10 de enero de 2016, el Liverpool llamó de vuelta a Ward, quien registró trece vallas invictas para el equipo escocés. El 17 de abril de 2016, Ward debutó con el Liverpool contra el Bournemouth donde ganaron por 2-1.
El 11 de julio de 2016, firmó un préstamo por toda la temporada en el Huddersfield Town de la EFL Championship. Debutó con los Terriers en la victoria por 2-1 ante Brentford el 6 de agosto de 2016. Ward jugó la final de los play off, tapando tres penales contra Reading y ayudando a que el Huddersfield ascendiera a la Premier League.

### Leicester City
El 20 de julio de 2018, Ward fichó por £12.5 millones por el Leicester City.

## Selección nacional
Ward representó a Gales en las categorías sub-17, sub-19 y sub-21. Fue llamado a la selección absoluta por primera vez para un amistoso contra Finlandia, donde estuvo en la banca en el empate por 1-1 el 16 de noviembre de 2013 en el Cardiff City Stadium.
Debutó con la adulta cuando entró en el segundo tiempo por Wayne Hennessey en un amistoso contra Irlanda del Norte el 24 de marzo de 2016, en el empate 1-1. Ward fue parte del equipo de Gales que jugó la Eurocopa 2016.

## Estadísticas

### Clubes
Actualizado al 24 de septiembre de 2024.
| Morecambe F. C. Inglaterra             | 4.ª           | 2014-15       | 5   | 6   | 0  | 0  | — | — | 5   | 6   |
| Morecambe F. C. Inglaterra             | Total club    | Total club    | 5   | 6   | 0  | 0  | 0 | 0 | 5   | 6   |
| Aberdeen F. C. Escocia                 | 1.ª           | 2015-16       | 21  | 20  | 2  | 3  | 6 | 6 | 29  | 29  |
| Aberdeen F. C. Escocia                 | Total club    | Total club    | 21  | 20  | 2  | 3  | 6 | 6 | 29  | 29  |
| Liverpool F. C. Inglaterra             | 1.ª           | 2015-16       | 2   | 4   | 0  | 0  | 0 | 0 | 2   | 4   |
| Huddersfield Town A. F. C. Inglaterra  | 2.ª           | 2016-17       | 45  | 53  | 1  | 2  | — | — | 46  | 55  |
| Huddersfield Town A. F. C. Inglaterra  | Total club    | Total club    | 45  | 53  | 1  | 2  | 0 | 0 | 46  | 55  |
| Liverpool F. C. Inglaterra             | 1.ª           | 2017-18       | 0   | 0   | 1  | 2  | 0 | 0 | 1   | 2   |
| Liverpool F. C. Inglaterra             | Total club    | Total club    | 2   | 4   | 1  | 2  | 0 | 0 | 3   | 6   |
| Leicester City F. C. Inglaterra        | 1.ª           | 2018-19       | 0   | 0   | 5  | 3  | — | — | 5   | 3   |
| Leicester City F. C. Inglaterra        | 1.ª           | 2019-20       | 0   | 0   | 4  | 1  | — | — | 4   | 1   |
| Leicester City F. C. Inglaterra        | 1.ª           | 2020-21       | 0   | 0   | 3  | 3  | 2 | 1 | 5   | 4   |
| Leicester City F. C. Inglaterra        | 1.ª           | 2021-22       | 1   | 1   | 4  | 7  | 0 | 0 | 5   | 8   |
| Leicester City F. C. Inglaterra        | 1.ª           | 2022-23       | 26  | 46  | 2  | 2  | — | — | 28  | 48  |
| Leicester City F. C. Inglaterra        | 1.ª           | 2024-25       | 0   | 0   | 2  | 0  | — | — | 2   | 0   |
| Leicester City F. C. Inglaterra        | Total club    | Total club    | 27  | 47  | 20 | 16 | 2 | 1 | 49  | 64  |
| Total carrera                          | Total carrera | Total carrera | 100 | 130 | 24 | 23 | 8 | 7 | 132 | 160 |
| (1) Hace referencia a goles encajados. |               |               |     |     |    |    |   |   |     |     |

## Palmarés

### Campeonatos nacionales
| Título           | Club                 | País       | Año     |
| ---------------- | -------------------- | ---------- | ------- |
| FA Cup           | Leicester City F. C. | Inglaterra | 2020-21 |
| Community Shield | Leicester City F. C. | Inglaterra | 2021    |